# Symplecta (Trimicra) campbellicola
Symplecta (Trimicra) campbellicola is een tweevleugelige uit de familie steltmuggen (Limoniidae). De soort komt voor in het Australaziatisch gebied.